# Michael Crabtree
College Football Hall of Fame 2022
(en) Statistiques sur pro-football-reference
Michael Crabtree, né le 14 septembre 1987 à Dallas (Texas), est un joueur américain de football américain évoluant au poste de wide receiver.

## Biographie

### Carrière universitaire
Étudiant à l'université Texas Tech, il joua pour les Texas Tech Red Raiders. Il remporta deux fois le Biletnikoff Award (2007, 2008) et le Paul Warfield Trophy (2007, 2008). Il est choisi pour la jaquette du jeu de football américain NCAA Football 10 pour Xbox 360.

### Carrière professionnelle
En 2009, annoncé comme le joueur de son poste qui allait être sélectionné en premier, il n'est drafté qu'à la 10e place (premier tour) par les 49ers de San Francisco, après Darrius Heyward-Bey sélectionné par les Raiders d'Oakland. Une blessure au pied gauche contractée peu avant la draft pourrait être à l'origine de sa sélection vue comme « tardive » puisqu'elle ne lui permit pas de participer activement au NFL Scouting Combine et nécessiterait de la chirurgie.
Cette place de 10e choix, si elle apparaît comme une déception pour Crabtree, est une bénédiction pour les 49ers à la recherche d'un grand receveur depuis le départ en 2003 de Terrell Owens.
Non seulement Crabtree est destiné à suivre les pas du controversé Owens, mais son profil et son style de jeu n'est pas sans rappeler un autre ex-receveur des niners, le légendaire Jerry Rice considéré unanimement comme le meilleur receveur de l'histoire.
Après un hold-out et après des négociations contractuelles qui entérinent sa réputation de diva, Crabtree fait ses débuts contre Houston lors du 6e match et réalise une saison de rookie remarquable si l'on tient compte du fait qu'il n'avait pas fait le training camp.
Son potentiel est confirmé et il apparaît, avec Colin Kaepernick, comme l'une des deux grandes stars des 49ers pour les années qui viennent aux côtés de joueurs déjà redoutés à travers la ligue comme Frank Gore, Vernon Davis et Patrick Willis.